# Estación de Cardinal Lemoine
La estación de Cardinal Lemoine es una estación de la línea 10 del metro de París que se encuentra en el distrito V de la ciudad. 

## Historia
La estación fue inaugurada el 26 de abril de 1931.
Debe su nombre al cardenal Jean Lemoine, 1250-1313.

## Descripción
Se compone de dos andenes laterales de 75 metros de longitud y de dos vías.
Está diseñada en bóveda elíptica revestida completamente de los clásicos azulejos blancos biselados del metro parisino, con la única excepción del zócalo que es de color marrón. Los paneles publicitarios emplean un fino marco dorado con adornos en la parte superior. 
Su iluminación ha sido renovada empleando el modelo vagues (olas) con estructuras casi adheridas a la bóveda que sobrevuelan ambos andenes proyectando la luz en varias direcciones.
La señalización por su parte usa la tipografía CMP donde el nombre de la estación aparece sobre un fondo de azulejos azules en letras blancas. Por último, los escasos asientos de la estación son individualizados y de tipo Motte.

## Accesos
La estación dispone de dos accesos:
- Acceso 1: 28, calle Monge.
- Acceso 2: 55, calle du Cardinal-Lemoine